# BLANKO
BLANKO of Jan de Witte, artiestennamen van Jan Schilder (Volendam, 11 maart 1988), is een Nederlands zanger, muzikant, tekstschrijver, componist en producer. Nadat hij in verschillende bands heeft gezeten besloot hij in 2019 solo te gaan onder de naam “BLANKO”. Hier zingt, speelt, schrijft en produceert hij zijn eigen muziek.

## Biografie

### Blue Velvet
In 2004 begon Schilder samen met vijf vrienden de band Blue Velvet; in 2011 brachten ze hun debuutalbum 'Push'  uit met liedjes van zijn hand.

### 3JS
Zijn vader Jaap de Witte heeft een neurologische aandoening aan zijn hand en moest daarom in 2013 stoppen bij de band de 3JS. Hij droeg het stokje over aan zijn zoon.
In april 2019 maakte Schilder bekend te stoppen bij de 3JS om zich te gaan richten op zijn eigen project “BLANKO”. Op 21 en 22 juni 2019 stond Jan met de 3J’s in Caprera Bloemendaal. Dit waren de twee laatste concerten voor hem samen met deze band.

### BLANKO
Vanaf 2019 is hij actief als solo-artiest onder de naam 'BLANKO' en brengt hij zijn eigen muziek uit die hij zelf schrijft, produceert en mixt. Hij heeft tussen 2019 en april 2024 1 ep, 2 studio-albums en 1 live-album uitgebracht. In 2019 kwam zijn debuut-ep ‘BLANKO’ uit. Dit presenteerde hij in een uitverkochte Melkweg.  In de jaren die volgenden bracht hij zijn debuut-album 'More music by BLANKO' uit en de opvolger daarvan, 'MORE music by BLANKO'. 
Samen met zijn live-band speelde hij onder andere 22 shows als support act van 'The Dirty Daddies', deed hij mee aan de Popronde van 2022, deed hij twee clubtours in 2022 en 2024 en speelde hij op diverse festivals.
In 2023 gaf BLANKO ook concerten van de Talking Heads-muziekfilm Stop Making Sense op diverse poppodia, waaronder Patronaat in Haarlem, Bibelot in Dordrecht en TivoliVredenburg in Utrecht.

## Discografie
- Music By BLANKO (2022)
- More Music By BLANKO (2023)
- Live Music By BLANKO (2024)
- Video Rainbow (2025)